# Баич, Мате
Мате Баич (хорв. Mate Bajić; род. 3 ноября 1995, Дортмунд, Северный Рейн-Вестфалия) — хорватский футболист, играющий на позиции нападающего.

## Карьера
Мате Баич — воспитанник хорватского футбольного клуба «Цибалия». 26 мая 2013 года он дебютировал в хорватской Первой лиге, выйдя в основном составе в гостевом поединке против «Осиека». «Цибалия» по итогам того сезона вылетела во Вторую лигу. 23 октября 2013 года Баич забил свой первый гол в чемпионате, открыв счёт в домашней игре с «Дугополье».
В феврале 2015 года Баич стал игроком «Риеки», но выступал лишь за резервную команду. В августе 2016 года Баич перешёл в команду «Вал», а в марте 2017 года — в «Приморац» из города Биоград-на-Мору.